# مانوئلا آرکوری

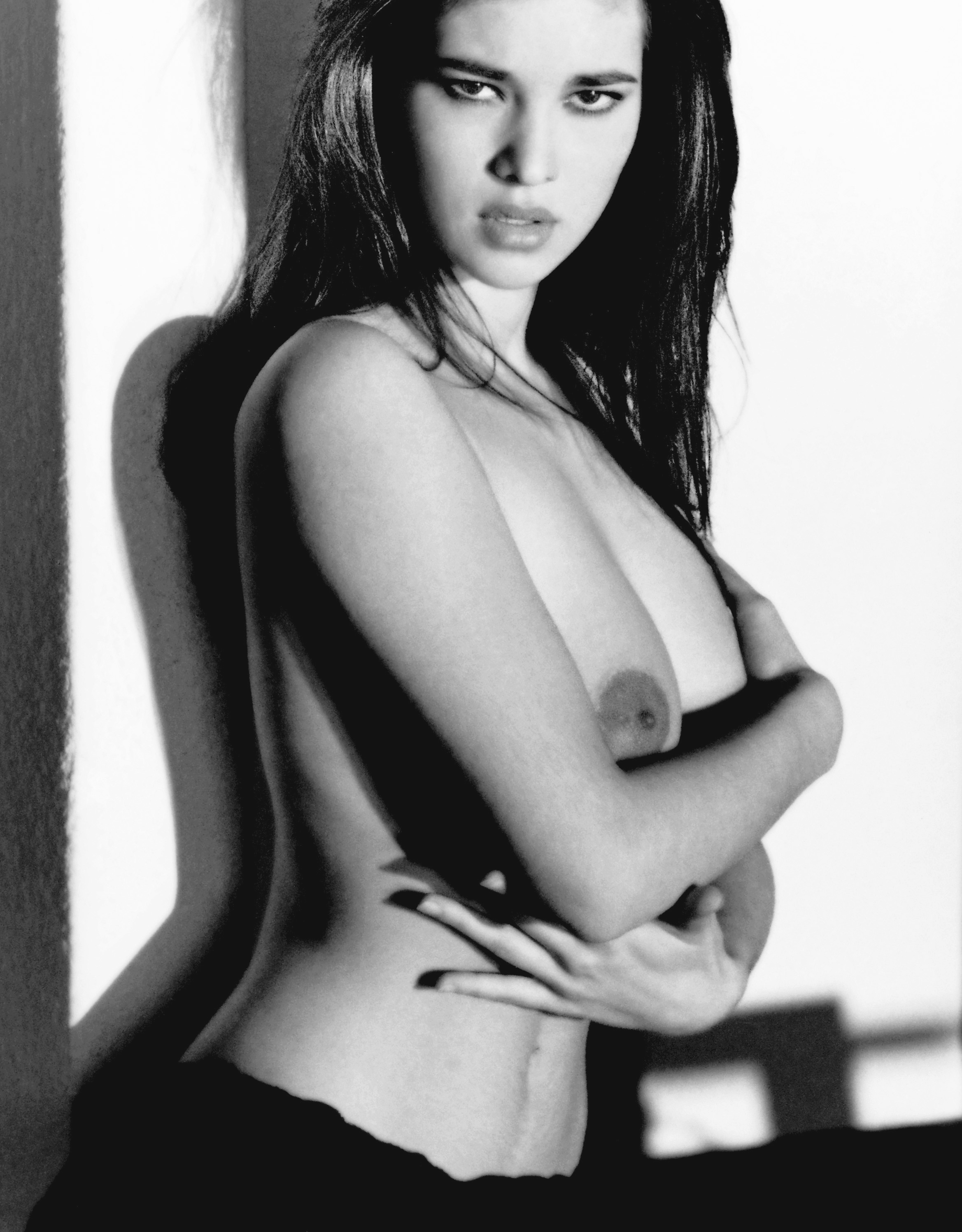
مانوئلا آرکوری در سال ۱۹۹۴

مانوئلا آرکوری (به ایتالیایی: Manuela Arcuri؛ زادهٔ ۸ ژانویهٔ ۱۹۷۵) بازیگر، مدل و مجری تلویزیونی ایتالیایی است. او بازیگر نقش اصلی در دو سریال تلویزیونی موفق، حریم شکسته و گناه و شرم بود.

## زندگی‌نامه
آرکوری در انانیئی، نزدیک شهر فروزینونه، از پدری اهل استان کروتون و مادری اهل شهر آولینو زاده شد و در شهر لاتینا، لاتزیو ایتالیا بزرگ شده‌است. از سنین پائین، اغلب عکسش روی جلد روزنامه‌ها بود. پس از اتمام دوره دبیرستان در آکادمی ملی هنرهای نمایشی سیلویو دامیکو (آکادمی هنرهای دراماتیک) در شهر رم ثبت نام کرد و سال ۱۹۹۷ از آنجا فارغ‌التحصیل شد، او همچنین در رشته جامعه‌شناسی از دانشگاه فارغ‌التحصیل شده است. او خواهر کوچکتر بازیگر سرجو آرکوری است.

## حرفه
آرکوری در سنین بسیار پایین او جذب تجارت نمایشی شد و به عنوان مدل وارد دنیای مد شد. در سال ۱۹۹۵ ابتدا او نقش‌های کوتاهی در سریال‌های تلویزیونی را ایفا کرد و وقتی ۱۸ سال داشت در اولین فیلمش سیاه‌چاله‌ها به کارگردانی پاپی کورسیکاتو بازی کرد. سپس او در نقشی کوتاه در فیلم فارغ التحصیلان به کارگردانی لئوناردو پیراکونی ظاهر شد. در سال ۱۹۹۹ فیلم کمدی بانیوماریا ساخته جورجو پاناریلو بازی کرد که او را مورد توجه تماشاگران سینما قرار داد. یک سال بعد، تصویر مانوئلا بر روی جلد شماره ماه اکتبر پلی‌بوی ایتالیا چاپ شد. او به بازی در چندین فیلم سینمایی و اجراهای تئاتر، مانند داستان زیبای یک زن و لیولا در کنار جانفرانکو جانوزو و زیر نظر جیجی پروئیتی ادامه داد.
در سال ۲۰۰۰ مانوئلا آرکوری، که اکنون به عنوان نماد جذابیت در نظر گرفته می شود، در تقویم مجله GenteViaggi ظاهر شد. سال بعد، او برای تقویم دیگری عکس گرفت، این بار برای مجله پانوراما، و موفقیت بزرگی به دست آورد که شهرت او را تثبیت کرد و به او کمک کرد تا در مجموعهٔ تلویزیونی افسران پلیس بازی کند. در سال ۲۰۰۱ او مجری برنامه تلویزیونی Mai dire Gol با گروه Gialappa بود. در سال ۲۰۰۱، او در کنار پیپو بائودو و ویتوریا بلودره، جشنواره موسیقی سان رمو را میزبانی کرد. در سال ۲۰۰۳، او با تئو تئوکولی و آنا ماریا باربرا هشتمین سری از برنامه کمدی تلویزیونی Scherzi a parte را میزبانی کرد.
در سال ۲۰۰۷ توسط پرینس برای ایفای نقش دختر رویایی در موزیک ویدئو جایی در اینجا روی زمین انتخاب شد.

## زندگی خصوصی
آرکوری مثل خیلی از هنرمندان جوان دهه‌های ۱۹۹۰ و ۲۰۰۰ دارای شایعاتی دربارهٔ روابط عاشقانه بود که موضوع بسیاری از روزنامه‌ها و مجله‌ها بود. از سال ۲۰۰۳ تا ۲۰۰۴ با بازیکن فوتبال فرانچسکو کوکو و سپس از سال ۲۰۰۴ تا ۲۰۰۶ با آلدو مونتانو قهرمان المپیک شمشیربازی رابطه داشت. او با هم‌بازی خود گابریل گارکو در مجموعهٔ تلویزیونی گناه و شرم رابطه داشت. در سال ۲۰۰۹ با آستین رایان فوئنتس، نیکوکار آشنا شد، اما در آوریل ۲۰۰۹ از هم جدا شدند. او دارای کمربند مشکی کاراته است. او در مهمانی‌های خصوصی سیلویو برلوسکونی، نخست‌وزیر سابق ایتالیا شرکت داشت.
در سال ۲۰۱۰ او با کارآفرین جووانی دی جانفرانچسکو نامزد کرد که با او صاحب اولین فرزندش، پسری به نام ماتیا شد که در ۸ مه ۲۰۱۴ دنیا آمد. در ۲۳ ژوئیه ۲۰۲۲ این زوج اعلام کردند که ازدواج کردند و مراسم ازدواج در قلعه اورسینی-اودسکالچی بر روی دریاچه براچیانو برگزار شده است.

## فیلم‌شناسی

### فیلم
| سال  | عنوان                     | نقش               | کارگردان               | یادداشت   |
| ---- | ------------------------- | ----------------- | ---------------------- | --------- |
| ۱۹۹۳ | دفتر خاطرات یک دیوانه     |                   | مارکو فرری             | نقش کوتاه |
| ۱۹۹۵ | سیاه‌چاله‌ها                | آدلاید            | پاپی کورسیکاتو         |           |
| ۱۹۹۵ | فارغ التحصیلان            | رقصنده            | لئوناردو پیراکونی      | نقش کوتاه |
| ۱۹۹۵ | ماه عسل                   | مارا سورسی        | کارلو وردونه           |           |
| ۱۹۹۶ | گرتا و وینچی              | میشل              | فروچیو کاسترونوو       |           |
| ۱۹۹۶ | مردان بدون زن             | دختر در کافه      | آنجلو لونگونی          | نقش کوتاه |
| ۱۹۹۶ | تمپوی اسپاسسو نل          | روزانای جوان      | کارلو وانزینا          |           |
| ۱۹۹۷ | کووری پردوتی              | نیکلا چیودی       | ترزیو اسپلا            |           |
| ۱۹۹۷ | سولی فینالمنته            | دوست دختر کریستین | اومبرتو مارینو         |           |
| ۱۹۹۹ | بانیوماریا                | مارا              | جورجو پاناریلو         |           |
| ۱۹۹۹ | می‌خوام زیر تخت باشم       | دختر سبزه         | برونو کوللا            |           |
| ۲۰۰۰ | تست دی کوکو               | نینا              | اوگو فابریزیو جووردانو |           |
| ۲۰۰۰ | چرخ آزاد                  | ماریاگرازیا ولپتی | وینچنزو سالمه          |           |
| ۲۰۰۱ | عشق دیوانه وار            | آیشا بئاتریز      | ویسنته آراندا          |           |
| ۲۰۰۳ | ماجرای جادوگر             | ماریا             | خوزه میگل خوارز        |           |
| ۲۰۱۶ | از خانه دزدها دزدی نمی‌کنی | لوری کارلوچی      | کارلو وانزینا          |           |
| ۲۰۲۲ | تیغ‌ها در تاریکی           | همسر فرمانده      | الکس ویسانی            |           |

### تلویزیون
| سال       | عنوان                               | نقش                        | شبکه      | توضیحات                   |
| --------- | ----------------------------------- | -------------------------- | --------- | ------------------------- |
| ۱۹۹۷      | Disokkupati                         | آنجلینا فورچلا             | رای ۲     | ۴۰ قسمت                   |
| ۱۹۹۷      | Il gatto e la volpe                 | خودش/میزبان                | کانال ۵   | ۹ قسمت                    |
| ۱۹۹۹      | Anni '60                            | لورا                       | کانال ۵   | قسمت: "قسمت ۳"            |
| ۱۹۹۹      | Pepe Carvalho                       | شریزاد                     | رای ۱     | اپیزود: "به دنبال شریزاد" |
| ۲۰۰۱      | Mai dire Gol                        | خودش/میزبان                | ایتالیا ۱ | ۸ قسمت                    |
| ۲۰۰۲      | Sanremo Music Festival 2002         | خودش/میزبان                | رای ۱     | جشنواره سالانه موسیقی     |
| ۲۰۰۲-۲۰۰۳ | افسران پلیس                         | پائولا ویتالی              | کانال ۵   | ۴۸ قسمت                   |
| ۲۰۰۳      | Scherzi a parte                     | خودش/میزبان                | کانال ۵   | ۱۳ قسمت                   |
| ۲۰۰۴      | Con le unghie e con i denti         | باربارا                    | کانال ۵   | ۲ قسمت                    |
| ۲۰۰۵      | ایمپریا، روسپی درباری کبیر          | امپریا                     | کانال ۵   | فیلم تلویزیونی            |
| ۲۰۰۵      | افسران پلیس                         | پائولا ویتالی              | کانال ۵   | ۲ قسمت                    |
| ۲۰۰۵      | Regina dei fiori                    | ملکه پروئیتی               | رای ۱     | ۲ قسمت                    |
| ۲۰۰۶      | حریم شکسته                          | نیلا                       | کانال ۵   | ۶ قسمت                    |
| ۲۰۰۷      | Donne sbagliate                     | جولیا                      | کانال ۵   | فیلم تلویزیونی            |
| ۲۰۰۷-۲۰۱۰ | کاترینا و دخترانش                   | مورنا                      | کانال ۵   | ۱۴ قسمت                   |
| ۲۰۰۸      | Io non dimentico                    | آنجلا                      | کانال ۵   | ۲ قسمت                    |
| ۲۰۰۸      | Mogli a pezzi                       | الیزا نگرو                 | کانال ۵   | ۴ قسمت                    |
| ۲۰۰۹      | So che ritornerai                   | آنا گاستالدی               | کانال ۵   | فیلم تلویزیونی            |
| ۲۰۱۰-۲۰۱۴ | Il peccato e la vergogna            | کارمن تاباچی این فونتامارا | کانال ۵   | ۱۶ قسمت                   |
| ۲۰۱۱      | Sangue caldo                        | آنتونیا رزی                | کانال ۵   | ۵ قسمت                    |
| ۲۰۱۳      | Pupetta - Il coraggio e la passione | آسونتا "پوپتا" ماریکو      | کانال ۵   | ۴ قسمت                    |
| ۲۰۱۴      | Grande Fratello                     | خودش/ مهمان همیشگی         | کانال ۵   | ۱۳ قسمت                   |
| ۲۰۱۷      | Miss Italia 2017                    | خودش/داور                  | La7       | مسابقه زیبایی             |
| ۲۰۱۷      | زیبایی زنان                         | جسیکا لولی                 | کانال ۵   | ۸ قسمت                    |
| ۲۰۱۹      | رقصیدن با ستاره‌ها                   | خودش/شرکت کننده            | رای ۱     | ۱۰ قسمت                   |

### موزیک ویدئو
| سال  | عنوان                  | هنرمند | نقش         |
| ---- | ---------------------- | ------ | ----------- |
| ۲۰۰۷ | جایی در اینجا روی زمین | پرینس  | دختر رویایی |

## اجرای تئاتر
- لیولا (۲۰۰۶)
- اولین موردی که برای من اتفاق می‌افتد (۲۰۰۸)
- داستان زیبای یک زن (۲۰۱۰)

## پیوندها به بیرون
- وب سایت رسمی
- مانوئلا آرکوری در بانک اطلاعات اینترنتی فیلم‌ها (IMDb)
- مانوئلا آرکوری در آل‌مووی
- مانوئلا آرکوری در اینستاگرام